# Гидерим
Гидерим (укр. Гидерим) — село, относится к Подольскому району Одесской области Украины.
Население по переписи 2001 года составляло 935 человек. Почтовый индекс — 66324. Телефонный код — 4862. Занимает площадь 3,05 км². Код КОАТУУ — 5122981302.

## Местный совет
66324, Одесская обл., Подольский р-н, с. Великий Фонтан, ул. Победы, 7

## История
Село было основано православным священником с фамилией Петренко. Первая школа церковно-приходская работала с 1887 года.